# Centaurea ugamica
Centaurea ugamica — вид квіткових рослин родини айстрових (Asteraceae). Ареал: Узбекистан.